# Laternaria guttata
Laternaria guttata är en insektsart som beskrevs av Walker 1858. Laternaria guttata ingår i släktet Laternaria och familjen lyktstritar. Inga underarter finns listade i Catalogue of Life.